# Zachary Knighton
Zachary Andrew Knighton (sinh ngày 25 tháng 10 năm 1978) là một diễn viên người Mỹ.

## Danh sách phim

### Điện ảnh
| Năm  | Tên               | Vai          | Ghi chú |
| ---- | ----------------- | ------------ | ------- |
| 2000 | Cherry Falls      | Mr. Rolly    |         |
| 2002 | La vie nouvelle   | Seymour      |         |
| 2003 | The Mudge Boy     | Travis       |         |
| 2004 | The Prince & Me   | John Morgan  |         |
| 2007 | The Hitcher       | Jim Halsey   |         |
| 2008 | Surfer, Dude      | Billo Murphy |         |
| 2010 | Tug               | Judd         |         |
| 2011 | Satellite of Love | Blake        |         |
| 2013 | The Big Ask       | Dave         |         |
| 2014 | Believe Me        | Gabriel      |         |
| 2014 | Hot               | Benny        |         |
| 2015 | Ashby             | Father Ted   |         |
| 2016 | Come and Find Me  | Charlie      |         |
| 2018 | Little Bitches    | Mr. Warner   |         |

### Truyền hình
| Năm        | Tên                               | Vai                   | Ghi chú           |
| ---------- | --------------------------------- | --------------------- | ----------------- |
| 2001       | Ed                                | Stephen               | 1 tập             |
| 2001       | Law & Order                       | Paul Wyler            | 1 tập             |
| 2004       | Law & Order: Special Victims Unit | Lukas Ian Croft       | 1 tập             |
| 2005       | Life on a Stick                   | Laz Lackerson         | Vai chính, 13 tập |
| 2005       | Love, Inc.                        | Brad                  | 1 tập             |
| 2006       | Related                           | Gary                  | 2 tập             |
| 2007       | Supreme Courtships                | Clyde                 |                   |
| 2008, 2013 | It's Always Sunny in Philadelphia | Random Guy            | 2 tập             |
| 2009       | Bones                             | Chet Newcomb          | 1 tập             |
| 2009–10    | FlashForward                      | Dr. Bryce Varley      | Vai chính, 22 tập |
| 2010       | House                             | Billy                 | 1 tập             |
| 2011–13    | Happy Endings                     | Dave Rose             | Vai chính, 57 tập |
| 2012       | Happy Endings: Happy Rides        | Dave Rose             |                   |
| 2013       | Wilfred                           | Bill the Mailman      | 1 tập             |
| 2014       | Parenthood                        | Evan Knight           | Vai phụ, 5 tập    |
| 2015       | Weird Loners                      | Stosh Lewandoski      | Vai chính, 6 tập  |
| 2016       | Fresh Off the Boat                | Doug & Jeremy         | 1 tập             |
| 2018       | Santa Clarita Diet                | Paul                  | Vai phụ           |
| 2018       | LA to Vegas                       | Bryan                 | Vai phụ, 6 tập    |
| 2018       | Magnum, P.I.                      | Orville 'Rick' Wright | Vai chính         |